# Eduardo Romo Rosero
Eduardo Romo Rosero (San José de Albán, 24 de septiembre de 1946) es un político colombiano. Hizo postgrados en el University College de Londres, en la Academia de Derecho Internacional de La Haya y en el Hammersmith College de Londres. Fue gobernador del departamento de Nariño para el periodo en 1988 y alcalde de San Juan de Pasto dos veces, la primera en 1979 y la segunda por elección popular de 1992 a 1994.  Entre otros cargos están:
Secretario Privado - Municipio de Pasto. 1975 - 1976,
Secretario de Hacienda - Municipio de Pasto 1975,
Secretario de Gobierno - Municipio de Pasto 1976,
Coordinador de Juventudes Liberales 1977,
Presidente del Honorable Consejo de Pasto 1978,
Concejal de Pasto por 14 años,
Coordinador del Movimiento de Unión Liberal 1986, senador de la República 1988 - 1990, alcalde popular de Pasto 1992 - 1994, senador de la República 2004 - 2008, presidente de la Comisión de ética del Senado de la República 2005 y procurador judicial de Pasto 2005.